# Konstantinovka (raïon de Melitopol)
 (mars 2022).

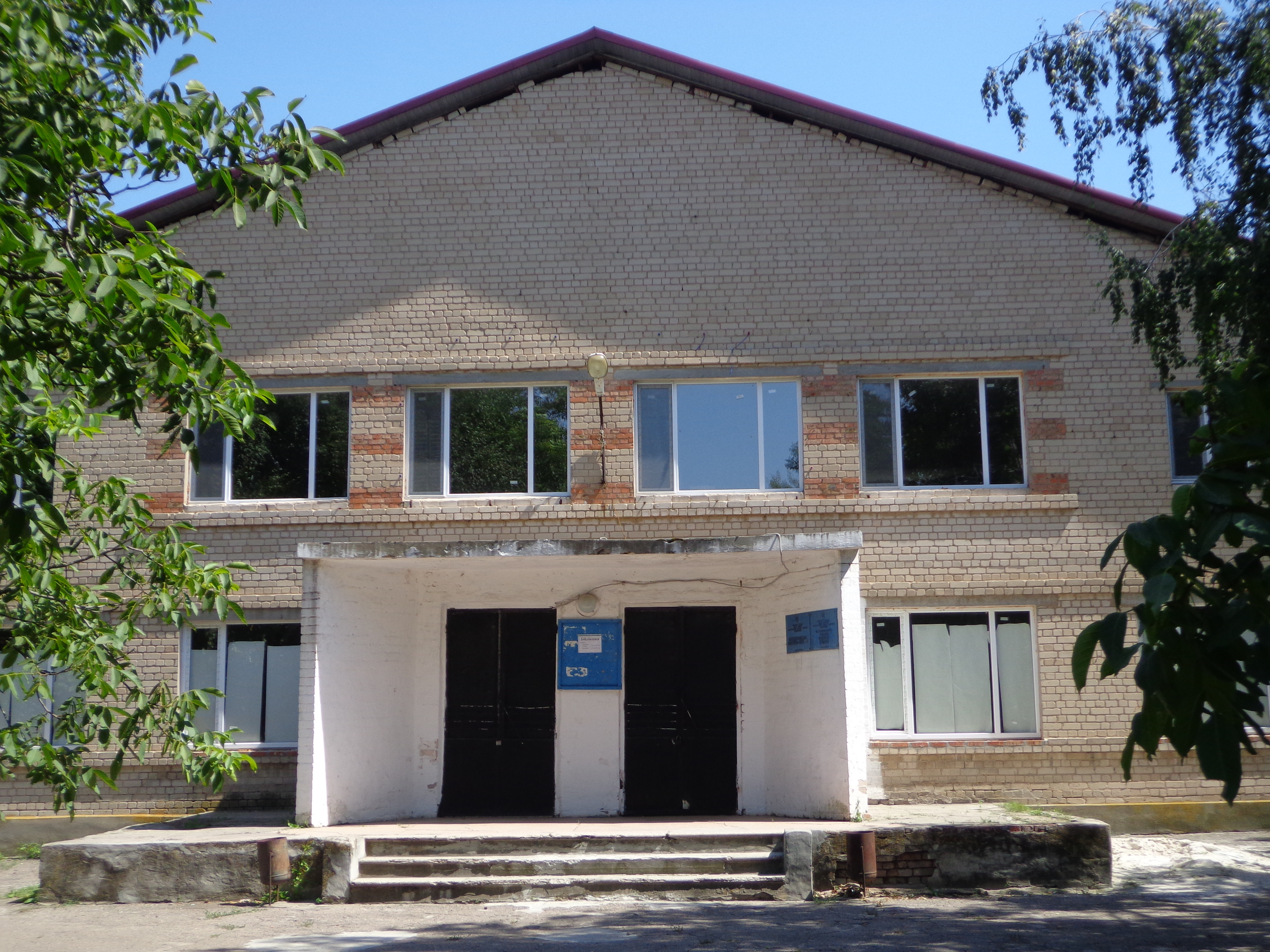
Maison de la Culture de Konstantinovka.

Konstantinovka (en russe: Константи́новка; en ukrainien: Костянтинівка Kostiantinivka) est un village en Ukraine méridionale, siège d'un conseil rural, appartenant au raïon de Melitopol dans l'oblast de Zaporijia. Sa population était de 12 081 habitants au recensement de 2001.

## Géographie
Le village se trouve sur la rive droite de la rivière Molotchnaïa. En amont à 500 mètres se trouve le petit village de Voznessenka et en aval à 3,5 km le village de Mordvinovka. La rivière à cet endroit serpente, formant des lacs de bras morts et des lacs marécageux.
Le territoire du village est traversé par la route nationale M-14.

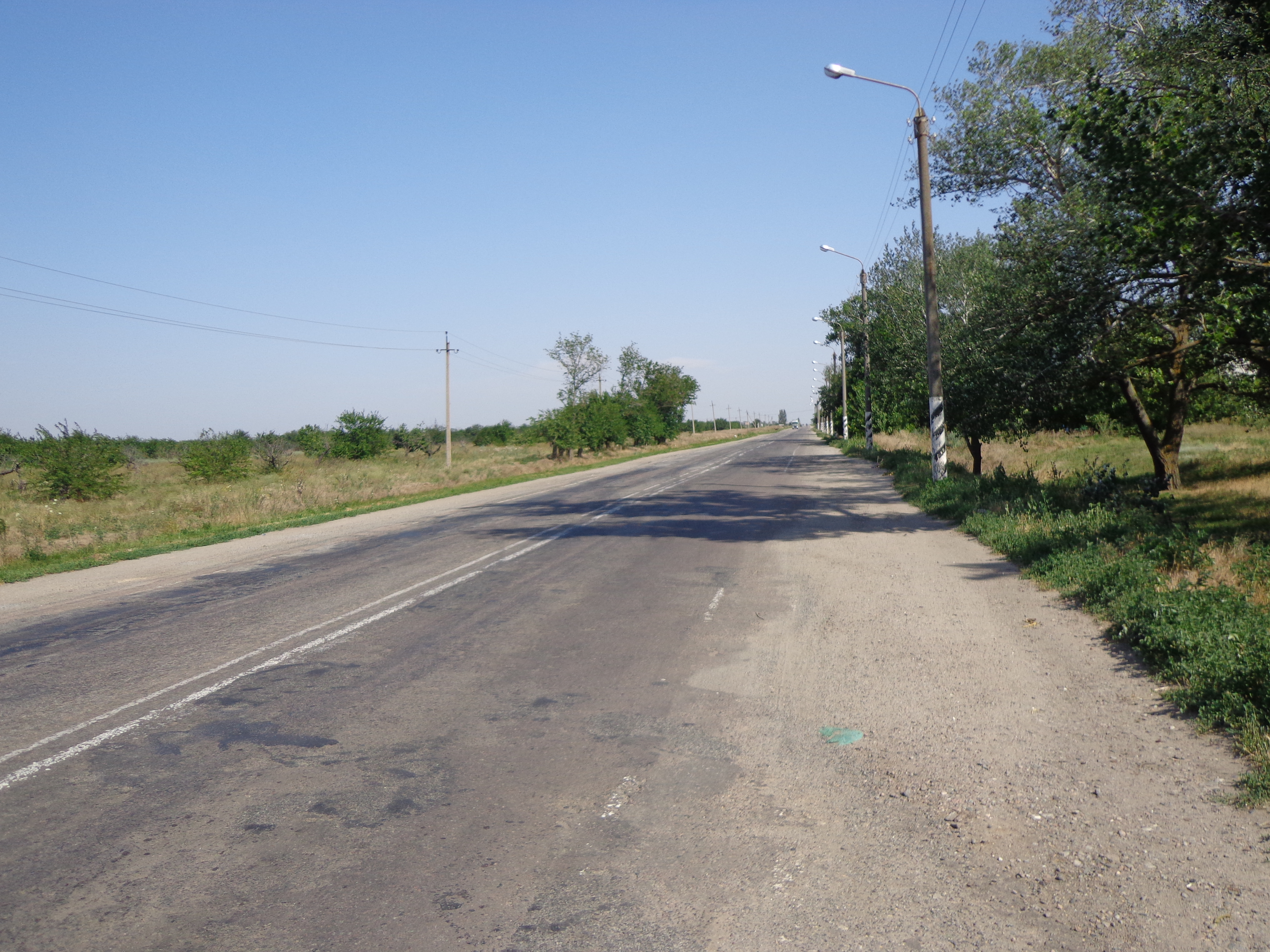
La route nationale М-14, menant à Pryazovske.
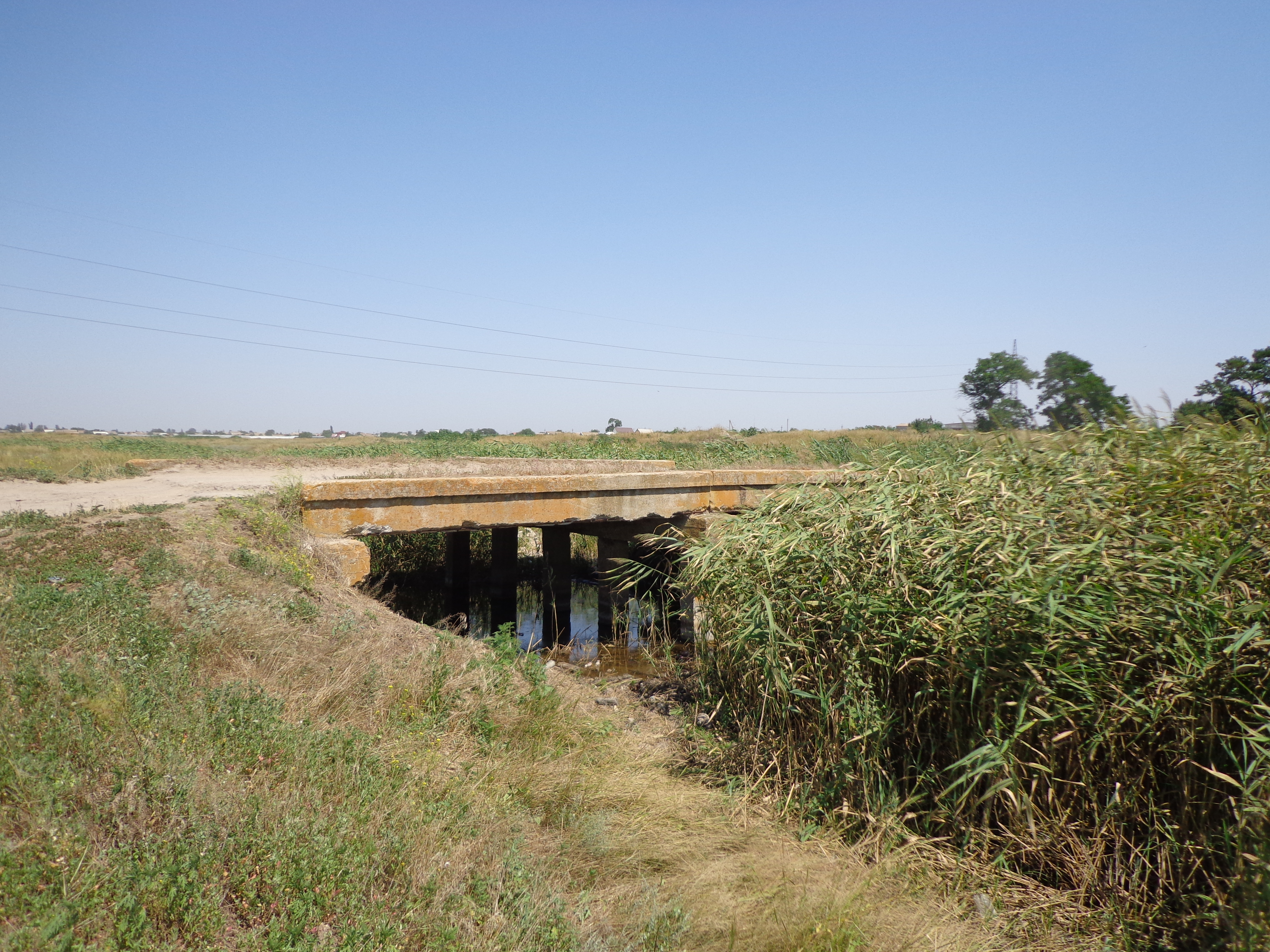
Pont sur le canal de la rivière Molotchnaïa.

## Histoire
Le village a été fondé le 4 novembre 1859, lorsque la première pierre est bénite de l'église de Notre-Dame de Kazan. Les habitants sont des paysans colons venus d'Andreïevka et d'autres villages des gouvernements de Kharkov, de Voronej ou de Poltava ; ils s'installent dans ce qui était auparavant un petit aoul de Nogaïs. La population est regroupée en 300 foyers au début du XXe siècle.
Le pouvoir bolchévique s'y installe en janvier 1918; mais au cours de la guerre civile russe, Konstantinovka change plusieurs fois de mains. L'Armée blanche y combat en 1919-1920. L'Armée rouge est définitivement victorieuse en octobre 1920. C'est à partir de 1926, que l'agriculture collectiviste y organise la culture de vergers, de produits maraîchers, etc.
Pendant la Grande Guerre patriotique, ce sont plus de 1 500 hommes du village qui sont appelés au front et 613 y trouvent la mort. Le village est pris par la Wehrmacht début octobre 1941 et libéré à l'automne 1943. Les combats sont violents et 283 soldats soviétiques sont tués. Leurs tombes sont regroupées en deux endroits mémoriels de Konstantinovka. 
Après la guerre, l'économie du village repose essentiellement sur deux kolkhozes, le kolkhoze Lénine au nord et le kolkhoze Frounzé au sud. La culture céréalière y prédomine, mais aussi la viande bovine et la production laitière surtout pour le kholkoze Frounzé.
Konstantinovka dispose de deux écoles secondaires et d'une clinique.
Le village passe aux mains des forces de la république populaire de Donetsk appuyées par les forces russes au début du mois de mars 2022. 

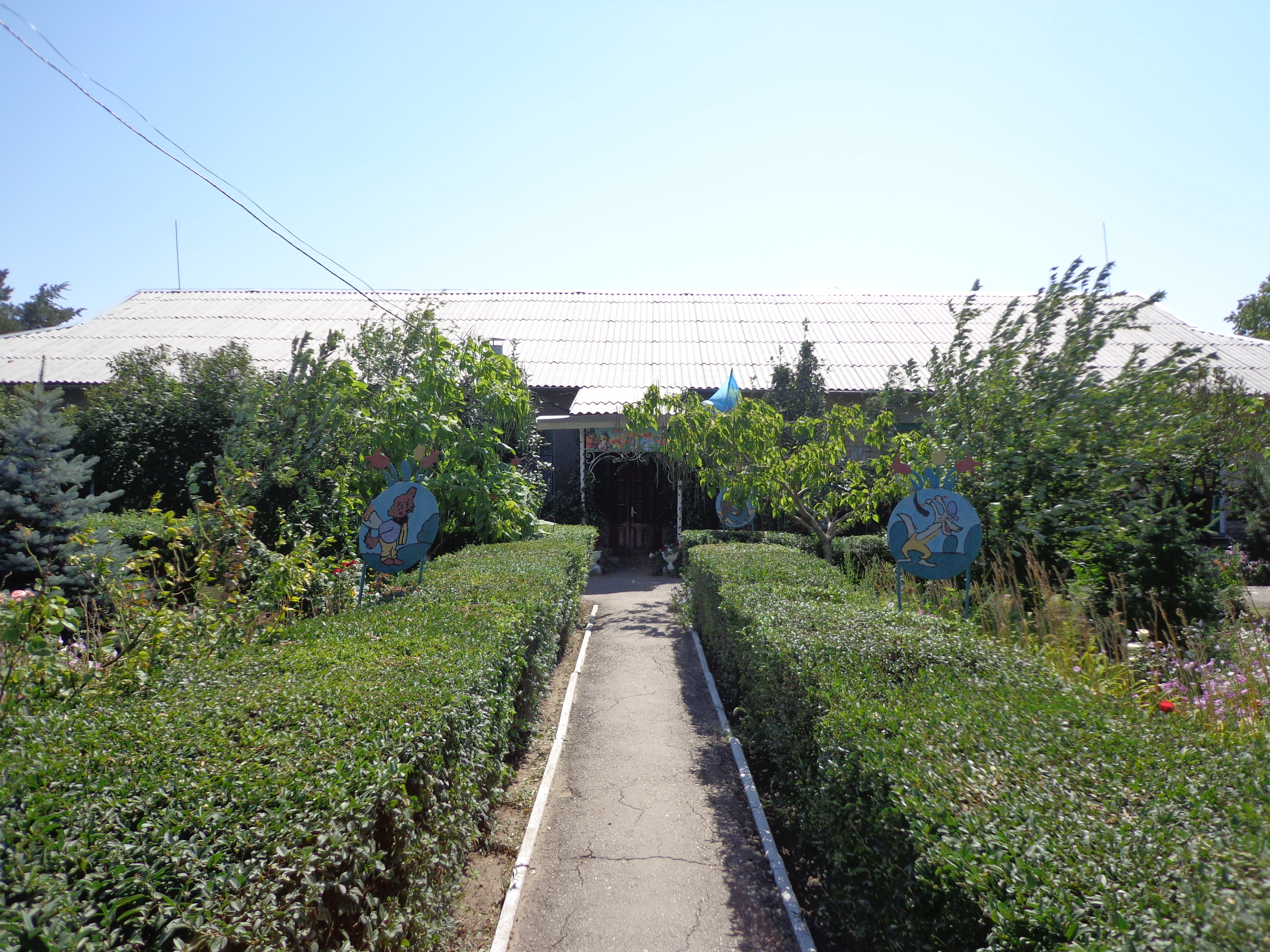
Vue de l'école maternelle.
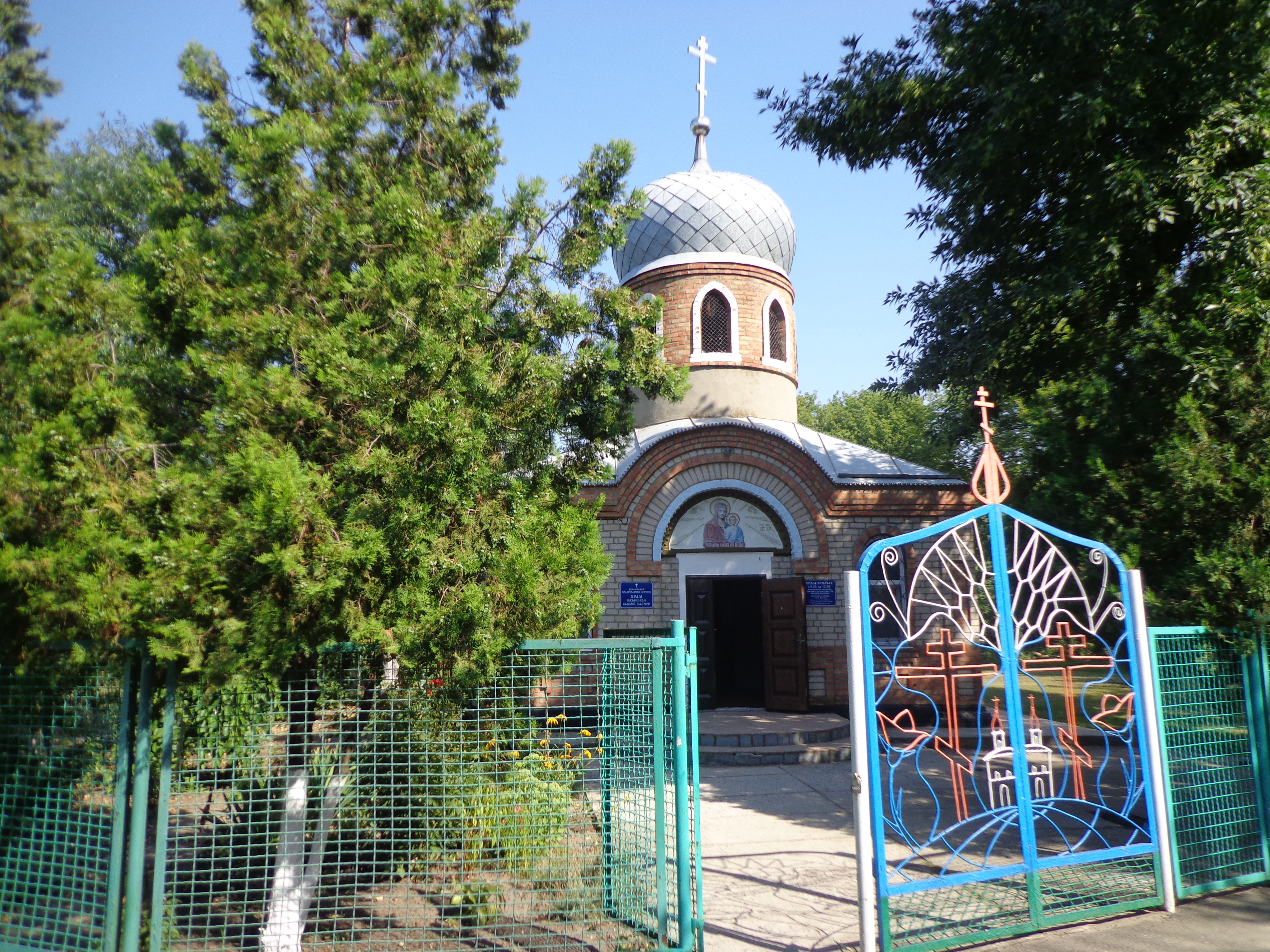
Vue de l'église ND de Kazan.
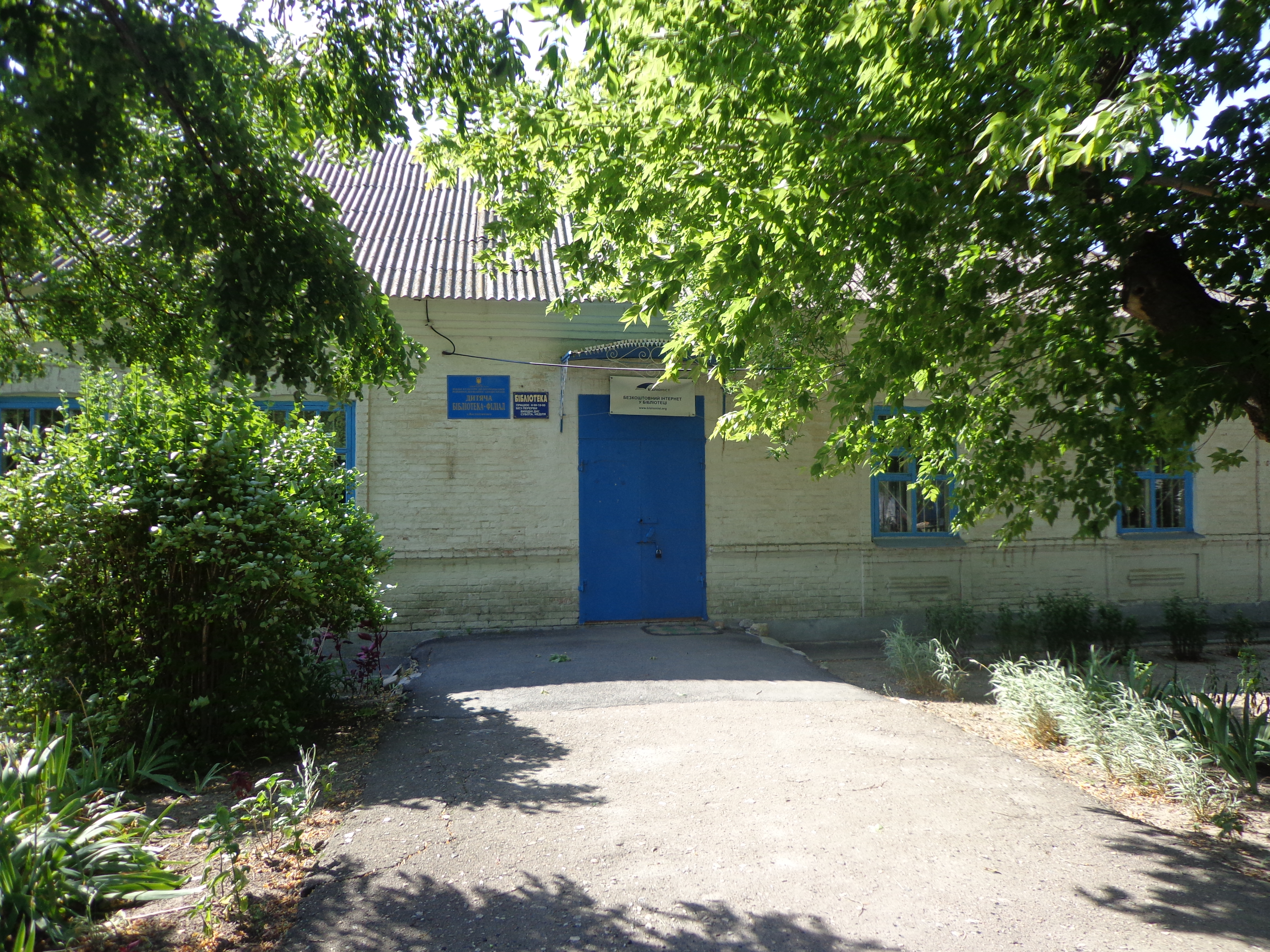
Bibliothèque.